# Ren Furuyama
Ren Furuyama (古山 蓮 Furuyama Ren?, nacido el  de 1998 en Okinawa) es un futbolista japonés que juega como delantero.
En 2019, Furuyama se unió al YSCC Yokohama de la J3 League.

## Trayectoria

### Clubes
| Club          | País  | Año    |
| ------------- | ----- | ------ |
| YSCC Yokohama | Japón | 2019 - |

## Estadística de carrera

### J. League
| Club          | Año   | J. League | J. League | Copa J. League | Copa J. League | Total | Total |
| Club          | Año   | Part.     | Goles     | Part.          | Goles          | Part. | Goles |
| ------------- | ----- | --------- | --------- | -------------- | -------------- | ----- | ----- |
| YSCC Yokohama | 2019  | 9         | 0         | -              | -              | 9     | 0     |
| Total         | Total | 9         | 0         | 0              | 0              | 9     | 0     |